# Zalea ohauorae
Zalea ohauorae är en tvåvingeart som beskrevs av Mcalpine 2007. Zalea ohauorae ingår i släktet Zalea och familjen Canacidae. Inga underarter finns listade i Catalogue of Life.